# Hryhorij Maciejko
Hryhorij Maciejko, ukr. Григорій Мацейко, ps. „Honta” (Гонта) (ur. 7 sierpnia 1913 w Szczercu, zm. 11 sierpnia 1966 w Lanús) – działacz Organizacji Ukraińskich Nacjonalistów, zabójca ministra Bronisława Pierackiego, agent wywiadu III Rzeszy, niedoszły zamachowiec na Franklina Delano Roosevelta.

## Życiorys
Był synem biednych chłopów, ukończył szkołę powszechną i trzyletni kurs rzemieślniczy. Do OUN wstąpił w 1929, w 1933 został aresztowany przez polską policję. 
W 1934 z rozkazu prowidnyka krajowego OUN na Polskę, Stepana Bandery, został wyznaczony do dokonania zamachu na ministra spraw wewnętrznych II Rzeczypospolitej, Bronisława Pierackiego. W tym celu przybył do Warszawy i pod fałszywą tożsamością jako Włodzimierz Olszewski przez pewien czas obserwował tryb życia Pierackiego. Po dokonaniu zamachu 15 czerwca 1934 zbiegł z miejsca zdarzenia, przez pewien czas przebywał we Lwowie, po czym zbiegł za granicę – najpierw do Czechosłowacji, a potem do Argentyny, gdzie posiadając kilka paszportów, posługiwał się przybranymi tożsamościami Petr Knysz, Peter Kuzmenko czy Juan Schoz, a także innymi.
Z odtajnionych dokumentów CIA wynika, że przebywając w Argentynie, Hryhorij Maciejko został zwerbowany przez południowoamerykańskiego rezydenta wywiadu III Rzeszy (prawdopodobnie Christiana Zinssera) celem dokonania zamachu na prezydenta USA Franklina Delano Roosevelta. W kwietniu 1941 roku, podróżując na litewskich papierach, Maciejko udał do Stanów Zjednoczonych. Zabójstwo ostatecznie nie doszło do skutku.
Maciejko zmarł 11 lub 13 sierpnia 1966 w Lanús (Buenos Aires).

## Upamiętnienie
Decyzją rady miejskiej w Konotopie w obwodzie sumskim podjętą na posiedzeniu 1 grudnia 2015 roku jedna z ulic miasta otrzymała imię Hryhorija Maciejki (wcześniej nosiła nazwę Października).